# 周家宅院
周家宅院，又称周家旧宅，位于中华人民共和国云南省蒙自市文澜街道武庙街15号，为民国时期当地富绅周子荫家族的四合院住宅，始建于1916年。宅院坐北朝南，共四进四院，为中西合璧式建筑。占地面积2809平方米，建筑面积3259平方米。2013年被公布为为第七批全国重点文物保护单位，2014年被辟为蒙自望云博物馆馆址。

## 历史
蒙自周氏为清末民国时期滇南望族，坐拥滇帮八大商号之一的「顺成号」。民国初年，广东都督龙济光以十万港币委托前富滇银行副行长、个碧铁路公司协理周子荫在蒙自建将军府。民国五年（1916年），袁世凯病逝，追随其的龙济光相继失势，周子荫遂将此款挪用建造周氏宅第。宅地面积之大，以至东面侵占了当时的县署差房空地，南面侵占了大街。民国二十七年（1938年）西南联大文法学院迁居蒙自办学，周子荫将宅邸东院“颐楼”借予联大女生作宿舍楼，因楼高风大，故被学生们称作“听风楼”。中共在蒙自建政后，周家宅院先后被用作中共蒙自地委机关、中共红河州委党校。2003年公布为云南省第六批省级文物保护单位。2012年，蒙自私人收藏家黄金筹资对周家宅院进行维修，随后在此设立望云传统文化博物馆并对外开放。
2013年被公布为为第七批全国重点文物保护单位。

## 建筑
周家旧宅为单檐硬山顶木结构楼房，住房与园林结合的四合院式建筑。坐北朝南，有主院两院，东侧两院共四进四院90间房，占地面积2809平方米，建筑面积3259平方米。
正门为青石制，通高7米，面阔3.3米，踏步5级，门额刻有“秀棋南山”，两边有石刻对联两副。门厅为三开间，左右门房，中为通道，西边倒座三间。前院由两道花墙隔为三庭。中间庭院靠南墙建有一亭，小巧玲珑，红柱曲栏，庭院种有缅桂，花木扶疏。
东西两厢各为三间，厅房为九开间、一进间，宽敞明亮，面阔33.5米，进深6.5米，通高8米，当心三间前后置六抹头格扇门36扇。前后两院相通，后院正房七开间、两进间，面阔31.5米，进深10米，通高8米，当心三间为正堂，置格扇门18扇，厅房和正堂的格扇门均镶着由香港明星公司制作的玻璃刻制的书画。前后院下层四周檐柱为方形石柱，刻有各种书体的对联15幅。
东侧院“颐楼”原为三层楼房，重檐硬山顶，中西合壁式建筑。现存两层。1938年西南联大文法学院迁蒙自时借作女生宿舍，因楼高风大，被称为“听风楼”。